# Angelo Iacono
Angelo Iacono (manchmal Angelo Jacono, * 1937 in Neapel) ist ein italienischer Filmproduzent.

## Leben
Nach ersten begegnungen mit der Filmwelt als Assistent von Roberto Rossellini und Produktionssekretär u. a. für Federico Fellini zu Beginn der 1960er Jahre verlegte sich Iacono ganz auf die Filmproduktion, zunächst als Produktionsinspektor, später als deren Leiter und dann als selbstständiger Produzent. Dabei sind vor allem seine Arbeiten mit Dario Argento und Vittorio Salerno von Bedeutung. 1979 führte er einmalig Regie; Profumi e balocchi war eine moderne Neuverfilmung eines Filmes von 1953, der wiederum auf dem Lied desselben Titels basiert.

## Filmografie (Auswahl)
- 1979: Profumi e balocchi (& Regie, Drehbuch)